# WTA-toernooi van Straatsburg
Het WTA-toernooi van Straatsburg is een jaarlijks terugkerend tennistoernooi voor vrouwen dat wordt georganiseerd in de Franse plaats Straatsburg. De officiële naam van het toernooi is Internationaux de Strasbourg.
De WTA organiseert het toernooi dat tot en met 2023 in de categorie "International" dan wel WTA 250 viel en wordt gespeeld op gravel. In 2024 promoveerde het toernooi naar de categorie WTA 500.
De eerste editie werd in 1987 gehouden en heette de "Grand Prix de Strasbourg". Alle volgende versies heten "Internationaux de Strasbourg". Al vanaf zijn ontstaan wordt het toernooi ieder jaar weer georganiseerd in de week die voorafgaat aan het grandslamtoernooi van Roland Garros.

## Meervoudig winnaressen enkelspel
| speelster               | aantal titels | in de jaren      |
| ----------------------- | ------------- | ---------------- |
| Silvia Farina-Elia      | 3             | 2001–2003        |
| Anabel Medina Garrigues | 3             | 2005, 2007, 2008 |
| Lindsay Davenport       | 2             | 1995, 1996       |
| Samantha Stosur         | 2             | 2015, 2017       |
| Elina Svitolina         | 2             | 2020, 2023       |

## Finales

### Enkelspel
| Datum      | Naam                         | Cat.          | ($)       | Ondergrond     | Winnares            | Verliezend finaliste  | Uitslag        |         |
| ---------- | ---------------------------- | ------------- | --------- | -------------- | ------------------- | --------------------- | -------------- | ------- |
| 1987-05-18 | Grand Prix de Strasbourg     | Tier V        | 75.000    | gravel, buiten | C Bassett-Seguso    | Sandra Cecchini       | 6-3, 6-4       | details |
| 1988-05-16 | Internationaux de Strasbourg | Tier V        | 100.000   | gravel, buiten | Sandra Cecchini     | Judith Wiesner        | 6-3, 6-0       | details |
| 1989-05-22 | Internationaux de Strasbourg | Tier V        | 100.000   | gravel, buiten | Jana Novotná        | Patricia Tarabini     | 6-1, 6-2       | details |
| 1990-05-21 | Internationaux de Strasbourg | Tier IV       | 150.000   | gravel, buiten | Mercedes Paz        | Ann Grossman          | 6-2, 6-3       | details |
| 1991-05-20 | Internationaux de Strasbourg | Tier IV       | 150.000   | gravel, buiten | Radomira Zrubáková  | Rachel McQuillan      | 7-6, 7-6       | details |
| 1992-05-18 | Internationaux de Strasbourg | Tier IV       | 150.000   | gravel, buiten | Judith Wiesner      | Naoko Sawamatsu       | 6-1, 6-3       | details |
| 1993-05-17 | Internationaux de Strasbourg | Tier III      | 150.000   | gravel, buiten | Naoko Sawamatsu     | Judith Wiesner        | 4-6, 6-1, 6-3  | details |
| 1994-05-16 | Internationaux de Strasbourg | Tier III      | 150.000   | gravel, buiten | MJ Fernandez        | Gabriela Sabatini     | 2-6, 6-4, 6-0  | details |
| 1995-05-22 | Internationaux de Strasbourg | Tier III      | 161.250   | gravel, buiten | Lindsay Davenport   | Kimiko Date           | 3-6, 6-1, 6-2  | details |
| 1996-05-20 | Internationaux de Strasbourg | Tier III      | 164.250   | gravel, buiten | Lindsay Davenport   | Barbara Paulus        | 6-3, 7-6       | details |
| 1997-05-19 | Internationaux de Strasbourg | Tier III      | 250.000   | gravel, buiten | Steffi Graf         | Mirjana Lučić         | 6-2, 7-5       | details |
| 1998-05-18 | Internationaux de Strasbourg | Tier III      | 200.000   | gravel, buiten | Irina Spîrlea       | Julie Halard          | 7-6, 6-3       | details |
| 1999-05-17 | Internationaux de Strasbourg | Tier III      | 190.000   | gravel, buiten | Jennifer Capriati   | Jelena Lichovtseva    | 6-1, 6-3       | details |
| 2000-05-22 | Internationaux de Strasbourg | Tier III      | 170.000   | gravel, buiten | Silvija Talaja      | Rita Kuti Kis         | 7-5, 4-6, 6-3  | details |
| 2001-05-21 | Internationaux de Strasbourg | Tier III      | 170.000   | gravel, buiten | Silvia Farina-Elia  | Anke Huber            | 7-5, 0-6, 6-4  | details |
| 2002-05-20 | Internationaux de Strasbourg | Tier III      | 170.000   | gravel, buiten | Silvia Farina-Elia  | Jelena Dokić          | 6-4, 3-6, 6-3  | details |
| 2003-05-19 | Internationaux de Strasbourg | Tier III      | 170.000   | gravel, buiten | Silvia Farina-Elia  | Karolina Šprem        | 6-3, 4-6, 6-4  | details |
| 2004-05-17 | Internationaux de Strasbourg | Tier III      | 170.000   | gravel, buiten | Claudine Schaul     | Lindsay Davenport     | 2-6, 6-0, 6-3  | details |
| 2005-05-16 | Internationaux de Strasbourg | Tier III      | 170.000   | gravel, buiten | A Medina Garrigues  | Marta Domachowska     | 6-4, 6-3       | details |
| 2006-05-22 | Internationaux de Strasbourg | Tier III      | 175.000   | gravel, buiten | Nicole Vaidišová    | Peng Shuai            | 7-6, 6-3       | details |
| 2007-05-21 | Internationaux de Strasbourg | Tier III      | 175.000   | gravel, buiten | A Medina Garrigues  | Amélie Mauresmo       | 6-4, 4-6, 6-4  | details |
| 2008-05-19 | Internationaux de Strasbourg | Tier III      | 175.000   | gravel, buiten | A Medina Garrigues  | Katarina Srebotnik    | 4-6, 7-6, 6-0  | details |
| 2009-05-18 | Internationaux de Strasbourg | International | 220.000   | gravel, buiten | Aravane Rezaï       | Lucie Hradecká        | 7-6, 6-1       | details |
| 2010-05-17 | Internationaux de Strasbourg | International | 220.000   | gravel, buiten | Maria Sjarapova     | Kristina Barrois      | 7-5, 6-1       | details |
| 2011-05-16 | Internationaux de Strasbourg | International | 220.000   | gravel, buiten | Andrea Petković     | Marion Bartoli        | 6-4, 1-0, opg. | details |
| 2012-05-21 | Internationaux de Strasbourg | International | 220.000   | gravel, buiten | Francesca Schiavone | Alizé Cornet          | 6-4, 6-4       | details |
| 2013-05-20 | Internationaux de Strasbourg | International | 235.000   | gravel, buiten | Alizé Cornet        | Lucie Hradecká        | 7-6, 6-0       | details |
| 2014-05-19 | Internationaux de Strasbourg | International | 250.000   | gravel, buiten | Mónica Puig         | Sílvia Soler Espinosa | 6-4, 6-3       | details |
| 2015-05-17 | Internationaux de Strasbourg | International | 250.000   | gravel, buiten | Samantha Stosur     | Kristina Mladenovic   | 3-6, 6-2, 6-3  | details |
| 2016-05-15 | Internationaux de Strasbourg | International | 250.000   | gravel, buiten | Caroline Garcia     | Mirjana Lučić-Baroni  | 6-4, 6-1       | details |
| 2017-05-21 | Internationaux de Strasbourg | International | 250.000   | gravel, buiten | Samantha Stosur     | Darja Gavrilova       | 5-7, 6-4, 6-3  | details |
| 2018-05-20 | Internationaux de Strasbourg | International | 250.000   | gravel, buiten | A Pavljoetsjenkova  | Dominika Cibulková    | 6-7, 7-6, 7-6  | details |
| 2019-05-19 | Internationaux de Strasbourg | International | 250.000   | gravel, buiten | Dajana Jastremska   | Caroline Garcia       | 6-4, 5-7, 7-6  | details |
| 2020-09-20 | Internationaux de Strasbourg | International | 225.500   | gravel, buiten | Elina Svitolina     | Jelena Rybakina       | 6-4, 1-6, 6-2  | details |
| 2021-05-23 | Internationaux de Strasbourg | WTA 250       | 235.238   | gravel, buiten | Barbora Krejčíková  | Sorana Cîrstea        | 6-3, 6-3       | details |
| 2022-05-15 | Internationaux de Strasbourg | WTA 250       | 251.750   | gravel, buiten | Angelique Kerber    | Kaja Juvan            | 7-6, 6-7, 7-6  | details |
| 2023-05-21 | Internationaux de Strasbourg | WTA 250       | 259.303   | gravel, buiten | Elina Svitolina     | Anna Blinkova         | 6-2, 6-3       | details |
| 2024-05-19 | Internationaux de Strasbourg | WTA 500       | 922.573   | gravel, buiten | Madison Keys        | Danielle Collins      | 6-1, 6-2       | details |
| 2025-05-18 | Internationaux de Strasbourg | WTA 500       | 1.064.510 | gravel, buiten | Jelena Rybakina     | Ljoedmila Samsonova   | 6-1, 6-7, 6-1  | details |

### Dubbelspel
| Datum      | Naam                         | Cat.          | ($)       | Ondergrond     | Winnaressen                                    | Verliezend finalistes                  | Uitslag           |         |
| ---------- | ---------------------------- | ------------- | --------- | -------------- | ---------------------------------------------- | -------------------------------------- | ----------------- | ------- |
| 1987-05-18 | GP de Strasbourg             | Tier V        | 75.000    | gravel, buiten | Jana Novotná Catherine Suire                   | Kathleen Horvath Marcella Mesker       | 6-0, 6-2          | details |
| 1988-05-16 | Internationaux de Strasbourg | Tier V        | 100.000   | gravel, buiten | Manon Bollegraf Nicole Provis                  | Jenny Byrne Janine Thompson            | 7-5, 6-7, 6-3     | details |
| 1989-05-22 | Internationaux de Strasbourg | Tier V        | 100.000   | gravel, buiten | Mercedes Paz Judith Wiesner                    | Lise Gregory Gretchen Magers           | 6-3, 6-3          | details |
| 1990-05-21 | Internationaux de Strasbourg | Tier IV       | 150.000   | gravel, buiten | Nicole Provis Elna Reinach                     | Kathy Jordan Elizabeth Smylie          | 6-1, 6-4          | details |
| 1991-05-20 | Internationaux de Strasbourg | Tier IV       | 150.000   | gravel, buiten | Lori McNeil Stephanie Rehe                     | Manon Bollegraf Mercedes Paz           | 6-7, 6-4, 6-4     | details |
| 1992-05-18 | Internationaux de Strasbourg | Tier IV       | 150.000   | gravel, buiten | Patty Fendick Andrea Strnadová                 | Lori McNeil Mercedes Paz               | 6-3, 6-4          | details |
| 1993-05-17 | Internationaux de Strasbourg | Tier III      | 150.000   | gravel, buiten | Shaun Stafford Andrea Temesvári                | Jill Hetherington Kathy Rinaldi        | 6-7, 6-3, 6-4     | details |
| 1994-05-16 | Internationaux de Strasbourg | Tier III      | 150.000   | gravel, buiten | Lori McNeil Rennae Stubbs                      | Patricia Tarabini Caroline Vis         | 6-3, 3-6, 6-2     | details |
| 1995-05-22 | Internationaux de Strasbourg | Tier III      | 161.250   | gravel, buiten | Lindsay Davenport Mary Joe Fernandez           | Sabine Appelmans Miriam Oremans        | 6-2, 6-3          | details |
| 1996-05-20 | Internationaux de Strasbourg | Tier III      | 164.250   | gravel, buiten | Yayuk Basuki Nicole Bradtke                    | M Werdel-Witmeyer Tami Jones           | 5-7, 6-4, 6-4     | details |
| 1997-05-19 | Internationaux de Strasbourg | Tier III      | 250.000   | gravel, buiten | Helena Suková Natallja Zverava                 | Jelena Lichovtseva Ai Sugiyama         | 6-1, 6-1          | details |
| 1998-05-18 | Internationaux de Strasbourg | Tier III      | 200.000   | gravel, buiten | Alexandra Fusai Nathalie Tauziat               | Yayuk Basuki Caroline Vis              | 6-4, 6-3          | details |
| 1999-05-17 | Internationaux de Strasbourg | Tier III      | 190.000   | gravel, buiten | Jelena Lichovtseva Ai Sugiyama                 | Alexandra Fusai Nathalie Tauziat       | 2-6, 7-6, 6-1     | details |
| 2000-05-22 | Internationaux de Strasbourg | Tier III      | 170.000   | gravel, buiten | Sonya Jeyaseelan Florencia Labat               | Kim Grant María Vento-Kabchi           | 6-4, 6-3          | details |
| 2001-05-21 | Internationaux de Strasbourg | Tier III      | 170.000   | gravel, buiten | Silvia Farina-Elia Iroda Tulyaganova           | Amanda Coetzer Lori McNeil             | 6-1, 7-6          | details |
| 2002-05-20 | Internationaux de Strasbourg | Tier III      | 170.000   | gravel, buiten | Jennifer Hopkins Jelena Kostanić               | Caroline Dhenin Maja Matevžič          | 0-6, 6-4, 6-4     | details |
| 2003-05-19 | Internationaux de Strasbourg | Tier III      | 170.000   | gravel, buiten | Sonya Jeyaseelan Maja Matevžič                 | Laura Granville Jelena Kostanić        | 6-4, 6-4          | details |
| 2004-05-17 | Internationaux de Strasbourg | Tier III      | 170.000   | gravel, buiten | Lisa McShea Milagros Sequera                   | Tina Križan Katarina Srebotnik         | 6-4, 6-1          | details |
| 2005-05-16 | Internationaux de Strasbourg | Tier III      | 170.000   | gravel, buiten | Rosa María Andrés Andreea Vanc                 | Marta Domachowska Marlene Weingärtner  | 6-3, 6-1          | details |
| 2006-05-22 | Internationaux de Strasbourg | Tier III      | 175.000   | gravel, buiten | Liezel Huber Martina Navrátilová               | Martina Müller Andreea Vanc            | 6-2, 7-6          | details |
| 2007-05-21 | Internationaux de Strasbourg | Tier III      | 175.000   | gravel, buiten | Yan Zi Zheng Jie                               | Alicia Molik Sun Tiantian              | 6-3, 6-4          | details |
| 2008-05-19 | Internationaux de Strasbourg | Tier III      | 175.000   | gravel, buiten | Tetjana Perebyjnis Yan Zi                      | Chan Yung-jan Chuang Chia-jung         | 6-4, 6-7, [10-6]  | details |
| 2009-05-18 | Internationaux de Strasbourg | International | 220.000   | gravel, buiten | Nathalie Dechy Mara Santangelo                 | Claire Feuerstein Stéphanie Foretz     | 6-0, 6-1          | details |
| 2010-05-17 | Internationaux de Strasbourg | International | 220.000   | gravel, buiten | Alizé Cornet Vania King                        | Alla Koedrjavtseva Anastasia Rodionova | 3-6, 6-4, [10-7]  | details |
| 2011-05-16 | Internationaux de Strasbourg | International | 220.000   | gravel, buiten | Akgul Amanmuradova Chuang Chia-jung            | Natalie Grandin Vladimíra Uhlířová     | 6-4, 5-7, [10-2]  | details |
| 2012-05-21 | Internationaux de Strasbourg | International | 220.000   | gravel, buiten | Volha Havartsova Klaudia Jans                  | Natalie Grandin Vladimíra Uhlířová     | 6-7, 6-3, [10-3]  | details |
| 2013-05-20 | Internationaux de Strasbourg | International | 235.000   | gravel, buiten | Kimiko Date-Krumm Chanelle Scheepers           | Cara Black Marina Erakovic             | 6-4, 3-6, [14-12] | details |
| 2014-05-19 | Internationaux de Strasbourg | International | 250.000   | gravel, buiten | Ashleigh Barty Casey Dellacqua                 | Tatiana Búa Daniela Seguel             | 4-6, 7-5, [10-4]  | details |
| 2015-05-17 | Internationaux de Strasbourg | International | 250.000   | gravel, buiten | Chuang Chia-jung Liang Chen                    | Nadija Kitsjenok Zheng Saisai          | 4-6, 6-4, [12-10] | details |
| 2016-05-15 | Internationaux de Strasbourg | International | 250.000   | gravel, buiten | Anabel Medina Garrigues Arantxa Parra Santonja | María Irigoyen Liang Chen              | 6-2, 6-0          | details |
| 2017-05-21 | Internationaux de Strasbourg | International | 250.000   | gravel, buiten | Ashleigh Barty Casey Dellacqua                 | Chan Hao-ching Chan Yung-jan           | 6-4, 6-2          | details |
| 2018-05-20 | Internationaux de Strasbourg | International | 250.000   | gravel, buiten | Mihaela Buzărnescu Raluca Olaru                | Nadija Kitsjenok Anastasia Rodionova   | 7-5, 7-5          | details |
| 2019-05-19 | Internationaux de Strasbourg | International | 250.000   | gravel, buiten | Darja Gavrilova Ellen Perez                    | Duan Yingying Han Xinyun               | 6-4, 6-3          | details |
| 2020-09-20 | Internationaux de Strasbourg | International | 225.500   | gravel, buiten | Nicole Melichar Demi Schuurs                   | Hayley Carter Luisa Stefani            | 6-4, 6-3          | details |
| 2021-05-23 | Internationaux de Strasbourg | WTA 250       | 235.238   | gravel, buiten | Alexa Guarachi Desirae Krawczyk                | Makoto Ninomiya Yang Zhaoxuan          | 6-2, 6-3          | details |
| 2022-05-15 | Internationaux de Strasbourg | WTA 250       | 251.750   | gravel, buiten | Nicole Melichar-Martinez Daria Saville         | Lucie Hradecká Sania Mirza             | 5-7, 7-5, [10-6]  | details |
| 2023-05-21 | Internationaux de Strasbourg | WTA 250       | 259.303   | gravel, buiten | Xu Yifan Yang Zhaoxuan                         | Desirae Krawczyk Giuliana Olmos        | 6-3, 6-2          | details |
| 2024-05-19 | Internationaux de Strasbourg | WTA 500       | 922.573   | gravel, buiten | Cristina Bucșa Monica Niculescu                | Asia Muhammad Aldila Sutjiadi          | 3-6, 6-4, [10-6]  | details |
| 2025-05-18 | Internationaux de Strasbourg | WTA 500       | 1.064.510 | gravel, buiten | Tímea Babos Luisa Stefani                      | Guo Hanyu Nicole Melichar-Martinez     | 6-3, 6-7, [10-7]  | details |